# Trojane

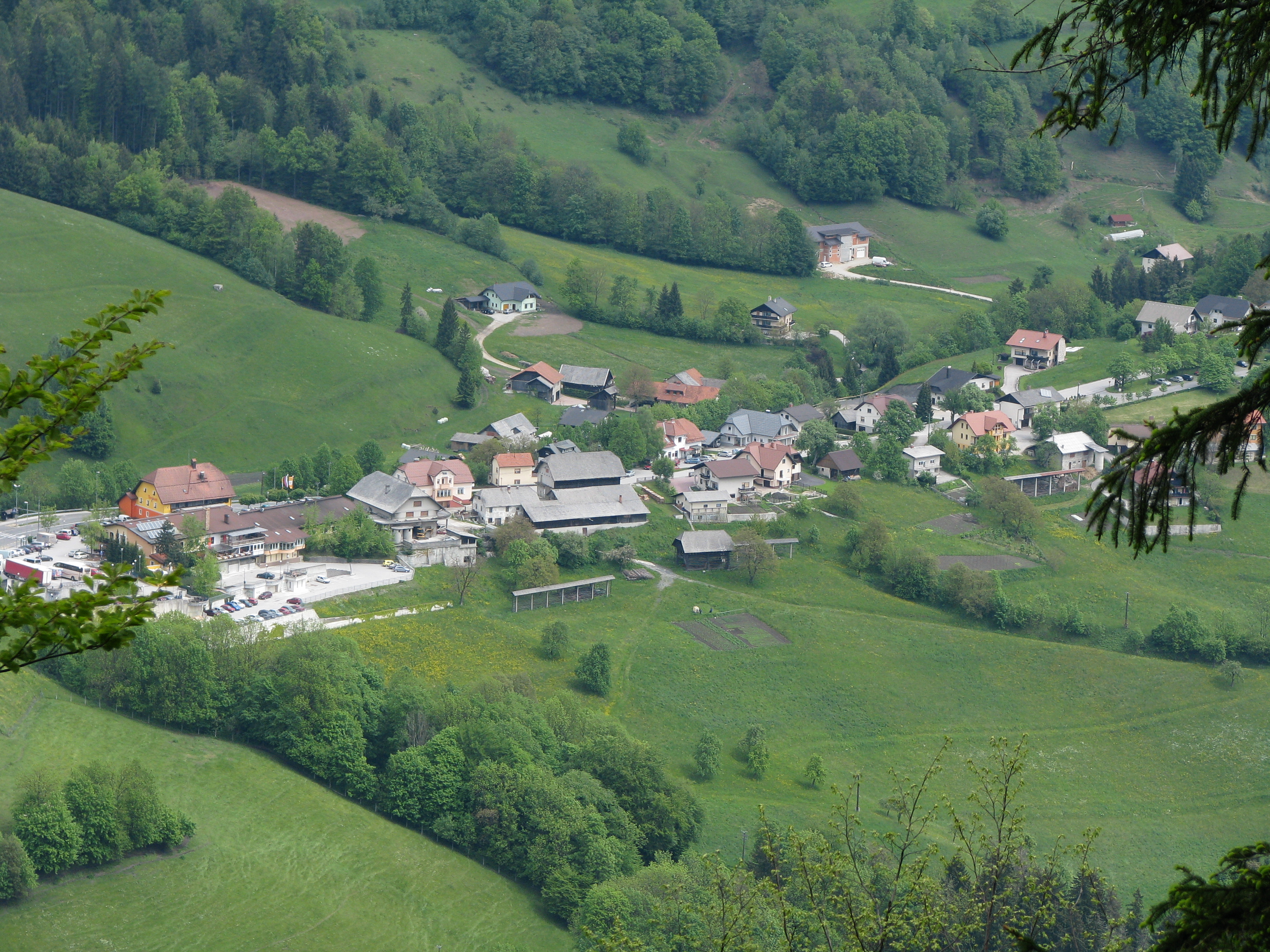
Trojane

Trojane (Latijn: Atrans) is een plaats in Centraal Slovenië. Trojane ligt op een bergrug bij de grens tussen de Sloveense Krain en Stiermarken (Štajerska). Tot de voltooiing van de autosnelweg in 2005 lag Trojane aan de hoofdverbindingsweg tussen Ljubljana en Maribor.
In de tijd van het Romeinse Rijk werd een heerbaan Aquileia-Emona-Atrans-Celeia aangelegd. Trojane was een belangrijke verzorgingsplaats aan de route. De plaats was omgeven door een verdedigingsmuur.
De archeologische resten van Atrans zijn nog steeds te bezichtigen in Trojane. Tijdens het Romeinse Rijk lag Atrans op de grens tussen Italia en de Romeinse provincie Noricum.